# Xã Ora, Quận Nelson, Bắc Dakota
Xã Ora (tiếng Anh: Ora Township) là một xã thuộc quận Nelson, tiểu bang Bắc Dakota, Hoa Kỳ. Năm 2010, dân số của xã này là 69 người.